# Éliphas (évêque)
Éliphas ou Éléphant ou Alphant ou Alphons, 14e évêque d'Uzès, épiscopat en 842.

## Chronologie
| 841. | la Princesse Dhuoda, femme de Bernard, duc de Septimanie, est exilée à Uzès et y accouche, le 22 mars, de son second fils, Bernard. |
| 842. | L'évêque Eliphas est chargé de conduire cet enfant en Aquitaine, auprès de son père.                                                |

Nous ne citons que pour mémoire :
1. Gérald qui, suivant Catel et MM. de Sainte-Marthe, aurait assisté, en 804, comme évêque d'Uzès à la consécration de l'autel de Saint-Sauveur d'Aniane;
2. Aribald, dont l'existence est aussi très problématique, et
3. André de Languissel, prévôt de l'Église de Nîmes qui, après un ancien catalogue, aurait succédé d'Éléphant, ce qui est loin d'être certain.